# 전국매일
전국매일은 대한민국에서 발행되는 일간지이다.